# Denis Calincov
Denis Calincov (Chisinau, 15 september 1985) is een Moldavisch voormalig voetballer die als aanvaller speelde.

## Carrière
Calincov begon z'n carrière bij FC Zimbru Chisinau, maar werd op zijn 16e weggeplukt door RSC Anderlecht. Daar kwam hij echter niet in actie in het eerste elftal. Na een uitleenbeurt aan Heerenveen verkocht Anderlecht hem in 2005 aan Heracles Almelo. Daarna trok hij naar SC Cambuur. In januari 2009 keerde hij terug naar Moldavië, waar hij voor Academia Chisinau ging spelen. Hij speelde daarna nog voor FK Khazar Lenkoran in Azerbeidzjan, CSCA-Rapid Chisinau en zat daarna een tijdje zonder club. In 2015 speelde Calincov eerst voor FC Tiraspol en daarna voor Speranța Nisporeni. Sinds medio 2016 kwam hij uit voor Spicul Chișcăreni waar hij in 2017 zijn loopbaan beëindigde.
Calincov debuteerde in 2003 voor de nationale ploeg van Moldavië. Hij speelde 22 interlands waarin hij twee doelpunten maakte.